# Lakal
Lakal je nenaseljeni otočić uz zapadnu obalu Istre, dio Vrsarskog otočja.
Površina otoka je 5123 m2, duljina obalne crte 264 m, a visina 6 metara.
Prema Zakonu o otocima, a glede demografskog stanja i gospodarske razvijenosti, Lakal je svrstan u "male, povremeno nastanjene i nenastanjene otoke i otočiće" za koje se donosi programe održivog razvitka otoka.
U Državnom programu zaštite i korištenja malih, povremeno nastanjenih i nenastanjenih otoka i okolnog mora Ministarstva regionalnoga razvoja i fondova Europske unije, svrstan je pod hridi. Površine je 5.123 m2, a obalna je opsega 264 m. IOO je 1303 i pripada općini Vrsar

## Vanjske poveznice
|  | Zajednički poslužitelj ima još gradiva o temi Lakal |